# Метилксантины
Метилксанти́ны — группа органических соединений, метильные производные ксантина (3,7-дигидропурин-2,6-диона), алкалоиды. К ним относятся, в частности, кофеин (1,3,7-триметилксантин), параксантин (1,7-диметилксантин), теофиллин (1,3-диметилксантин), теобромин (3,7-диметилксантин).

## Применение
Являются психостимуляторами. Ингибиторы фосфодиэстеразы. Конкурентные антагонисты аденозина. Спазмолитики. Тормозят агрегацию тромбоцитов, увеличивают деформируемость эритроцитов, снижают вязкость крови, увеличивают фибринолитическую активность плазмы. Применяются при нарушениях периферического и мозгового кровообращения. Исследуется противоопухолевое действие.  Метилксантины применяются при лечении бронхиальной астмы: ингибирование фосфодиэстеразы способствует накоплению в мышечных клетках  циклического аденозинмонофосфата (цАМФ), который понижает содержание ионов Ca2+ и тем самым тормозит соединение сократительных белков миозина с актином, приводя к расслаблению гладкой мускулатуры бронхов и устранению бронхоспазма. Применяются также в лечении хронической астмы и хронических обструктивных заболеваний легких, апноэ новорожденных, для снижения утомляемости диафрагмы и в качестве диуретиков .